# 려명거리신도시
려명거리신도시(黎明거리新都市, 표준어: 여명거리신도시)는 조선민주주의인민공화국 평양직할시 룡남산지구에 있는 신도시이다. 정확한 위치는 대성구역에 있는 영생탑에서부터 태성 개곡의 금수산태양궁전을 가리키는 려명 가로수이다.

## 역사
2016년 3월 개발 계획이 있었다. 2016년 4월 3일 착공식을 기념하고 제2의 미래과학자거리인 려명거리 개발을 시작하여 5월 30일 일떠세움 골조 공사가 시작되었고 6월 11일 2000여 세대 살림집 골조공사가 완료되었고 6월 19일 2800여 세대의 살림집 골조공사가 완료되었다. 7월 18일 두 달 남짓 기간에 려명거리 55층 살림집 골조공사가 완공되고 8월 5일 려명거리 모든 건축대상 골조공사 100% 완수되었으나 9월 함북도 수해로 공사가 잠정 중단되었다. 이후 공사가 재개되었으며 2017년 1월 살림집 90%가 완성되었고 4월 13일에 준공식을 열렸으며 완공되었다.

## 명칭
명칭인 '려명'은 '여명'의 문화어이다. 이는 조선민주주의인민공화국의 사회적 배경을 감안하자면 "조선민주주의인민공화국의 태양"으로 불리는 김일성을 의미한다.

## 프로젝트
2016년 3월에 김정은에 의해 제안되었고 2017년 4월 15일까지는 려명거리를 완공한다는 계획이다. 려명거리에 있는 몇몇 오래된 건물이 있다. 그러나 계획이 있어 모두 철거 작업이 끝났으며, 동년 3월에 건설이 시작되었다.
새로운 콘도 40개, 개보수된 콘도 33개, 학교 6개, 유치원 3개, 보육원 3개 등의 공공시설을 비롯한 40개의 건물으로 구성되어 있다. 또한 7개의 김일성대학 캠퍼스 건물이 지어질 것이다. 15개의 건물은 상업용으로 구성된다. 금수산태양궁전에서 령생탑이 있는 영흥 사거리까지의 도로에 건설이 계획이였다. 모토는 '녹색 도시, 에너지 절감 도시'다.
건설은 2016년 3월에 시작했고 사업비 17억원을 사용하였으며, 전체 연면적은 151,500m2이다.

### 려명 콘도미니엄
이 건물의 최대 높이는 270m로, 최대 82층이며 70층, 55층, 50층, 40층, 35층 아파트와 상업 및 공공시설 등 100여 동으로 구성된다. 건설은 2016년 3월에 시작되었으나 일시적으로 보류중이다. 2016년이 끝나기 전에 공사를 마무리 해야한다. 상량식을 거치고 내장/외장 공사가 진행 중이다. 2016년 9월에 함경북도 홍수가 발생하면서 공사가 잠정 중단되고 이후 재개되며 2017년 4월 15일에 준공식을 열였다.
이 콘도미니엄은 사실상 1992년 최고급 건축물인 류경호텔이 2017년에 단 한 건도 없기 때문에 조선민주주의인민공화국 최고의 건물이다.
건설은 2017년 4월 13일까지 완료되었으며 2일 후에 공식적으로 열렸다.

## 비판

### 부실공사
종종 부실공사로 비판을 받으며, 특히 74일 만에 270m의 콘도미니엄이 건설된 것은 각계의 비판을 받고 있다. 잘 알려진 다른 마천루들, 예를 들어 페트로나스 트윈 타워(4년 ~ 5년) 및 부르즈 칼리파(5년) 등과 비교하면 매우 짧은 시간이 걸린 것이다. 대한민국의 한 건축 전문가는 270m의 마천루를 건설하려면 최소 2년은 걸려야 한다고 주장했다.
일부 전문가들은 가난한 공사로 인해 쉽게 붕괴될 수 있다고 비판했다. 2014년 평촌 가곡에서 전시되었다.

### 인권
일반인들이 공사에 강제동원되어 이에 대한 비판이 존재한다.

## 다른 건물 프로젝트와의 관계
신도시는 평양과학기술단지, 새로운 자연사박물관, 새로운 인민 야외아이스링크, 창전거리, 은하과학자거리, 위성과학자거리, 미래과학자거리와 려명거리 등 수 많은 기념비적인 프로젝트 중 하나이다.

## 갤러리

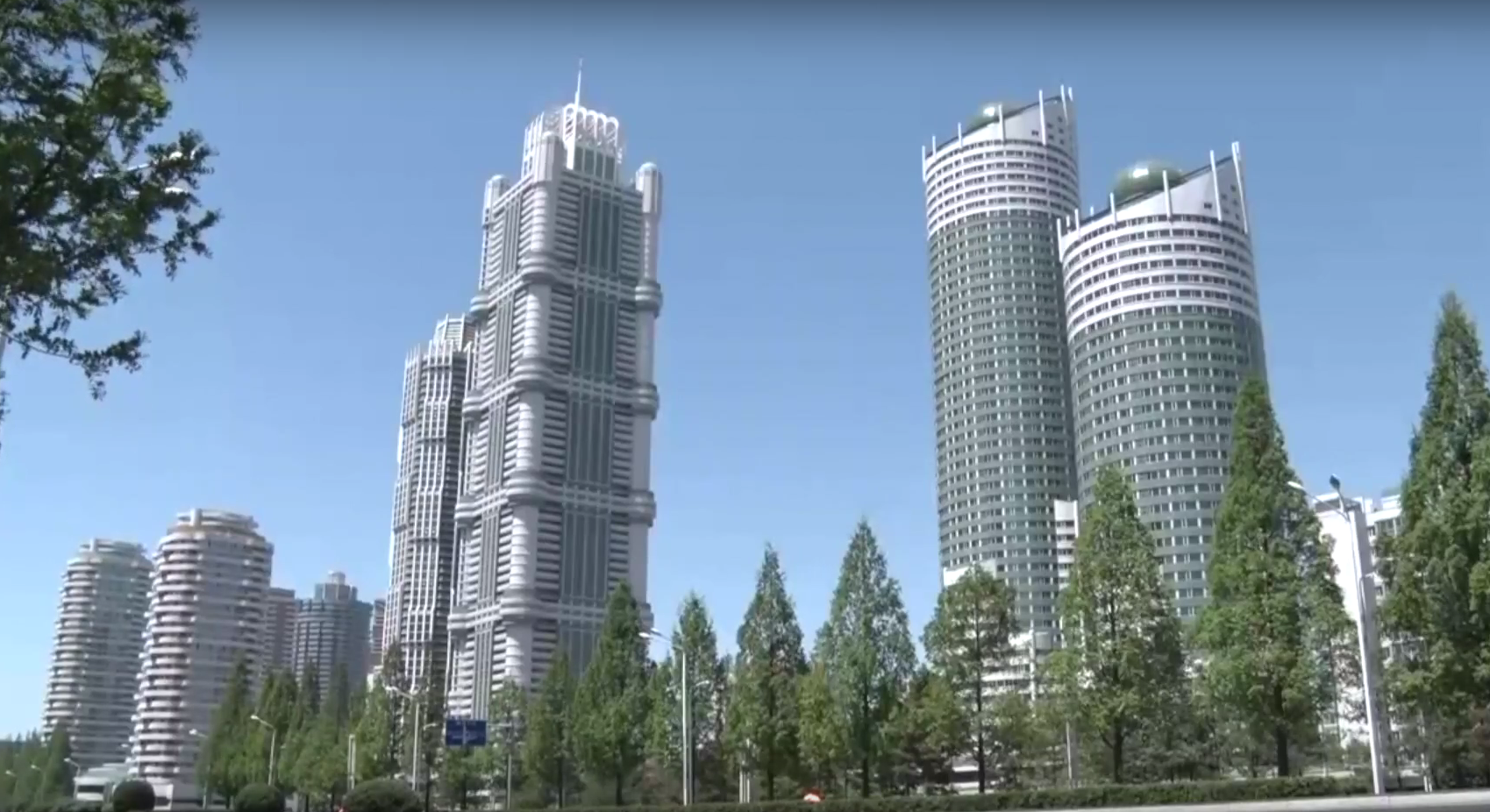
려명거리에 위치한 려명거리 82층 아파트

## 같이 보기
- 려명거리
- 평양속도